# Drassodella purcelli
Drassodella purcelli är en spindelart som beskrevs av Tucker 1923. Drassodella purcelli ingår i släktet Drassodella och familjen Gallieniellidae. Inga underarter finns listade i Catalogue of Life.